# Manuel del Rosario
Manuel P. del Rosario (Baao, 1 juli 1915 - Bocaue, 23 maart 2009) was een Filipijnse rooms-katholieke geestelijke. Del Rosario was in het verleden bisschop van Calbayog en van Malolos.
Manuel del Rosario werd op 1 juli 1915 geboren als de jongste van vijf kinderen van Jose del Rosario en Modesta Platon. Manuel bleek een intelligente jongen die de Baao Elementary School in vijf in plaats van de gebruikelijke zeven jaar voltooide. Hij werd aangemeld voor de Provincial Normal School in Naga City waar hij echter na een langdurige ziekte weer mee stopte. Omdat hij graag misdienaar wilde worden meldde hij zich bij de priester van Baao, frater Florencio Gonzalez. De priester wist zijn vader echter over te halen om hem in te schrijven bij de Holy Rosary Minor Seminary waar hij in 1928 begon. Na het voltooien van deze opleiding werd hij door de toenmalige bisschop van Caceres, Francisco Reyes, naar de University of Santo Tomas gestuurd waar hij in 1936 zijn licentiaat Filosofie behaalde. Aansluitend meldde hij zich bij het Central Seminary van de University of Santo Tomas waar hij in 1939 zijn licentiaat Theologie met eer behaalde.
Op 25 maart 1939 werd Del Rosario tot priester gewijd. Op 39-jarige leeftijd werd hij benoemd tot bisschop-coadjutor van het bisdom Calbayog. Na de dood van bisschop Miguel Acebedo y Flores werd Del Rosario benoemd als bisschop van Calbayog en titulair-bisschop van Zerta. Toen op 11 december 1961 het nieuwe bisdom Malolos werd gecreëerd werd Del Rosario benoemd als eerste bisschop van dat bisdom. Del Rosario werd in 1963, tijdens de tweede Vaticaans Concilie in Rome getroffen door een beroerte. Hierdoor raakte hij verlamd en moest sindsdien gebruikmaken van een rolstoel. Op 15 december 1977 nam Del Rosario ontslag, wegens gezondheidsredenen en werd hij opgevolgd door bisschop Cirilo Almario.
Op 23 maart 2009 overleed Del Rosario op 93-jarige leeftijd aan de gevolgen van een hartaanval.